# Zelená hora (Smrčiny)
Zelená hora (německy Grünberg nebo Annenberg) je převážně zalesněný vrch ve Výhledské vrchovině v okresu Cheb ležící asi 4,5 kilometru západně od Chebu. Její vrchol leží v nadmořské výšce 641 metrů. Na mapě ji najdeme mezi přehradní nádrží Skalka a státní hranicí České republiky se Spolkovou republikou Německo, přesněji s Bavorskem. Na vrcholu se nachází Bismarckova rozhledna.

## Televizní vysílač
Zelenou horu již zdálky poznáme podle dominantní stavby televizního vysílače. Jeho stavba byla zahájena v roce 1966 a měla za úkol zlepšit pokrytí televizním signálem zejména v Chebu a blízkém okolí. Stavba byla dokončena v roce 1973. Věž je velice podobná svému dvojčeti na Klínovci, se kterým byla uvedena do provozu ve stejný den. V době zahájení provozu směl být maximální výkon vysílače pouze 300 W s tím, že ve směru do Německa nesměl výkon překročit 0,2 W. Dnes vysílač slouží k šíření pozemního signálu digitálního televizního a rozhlasového vysílání.

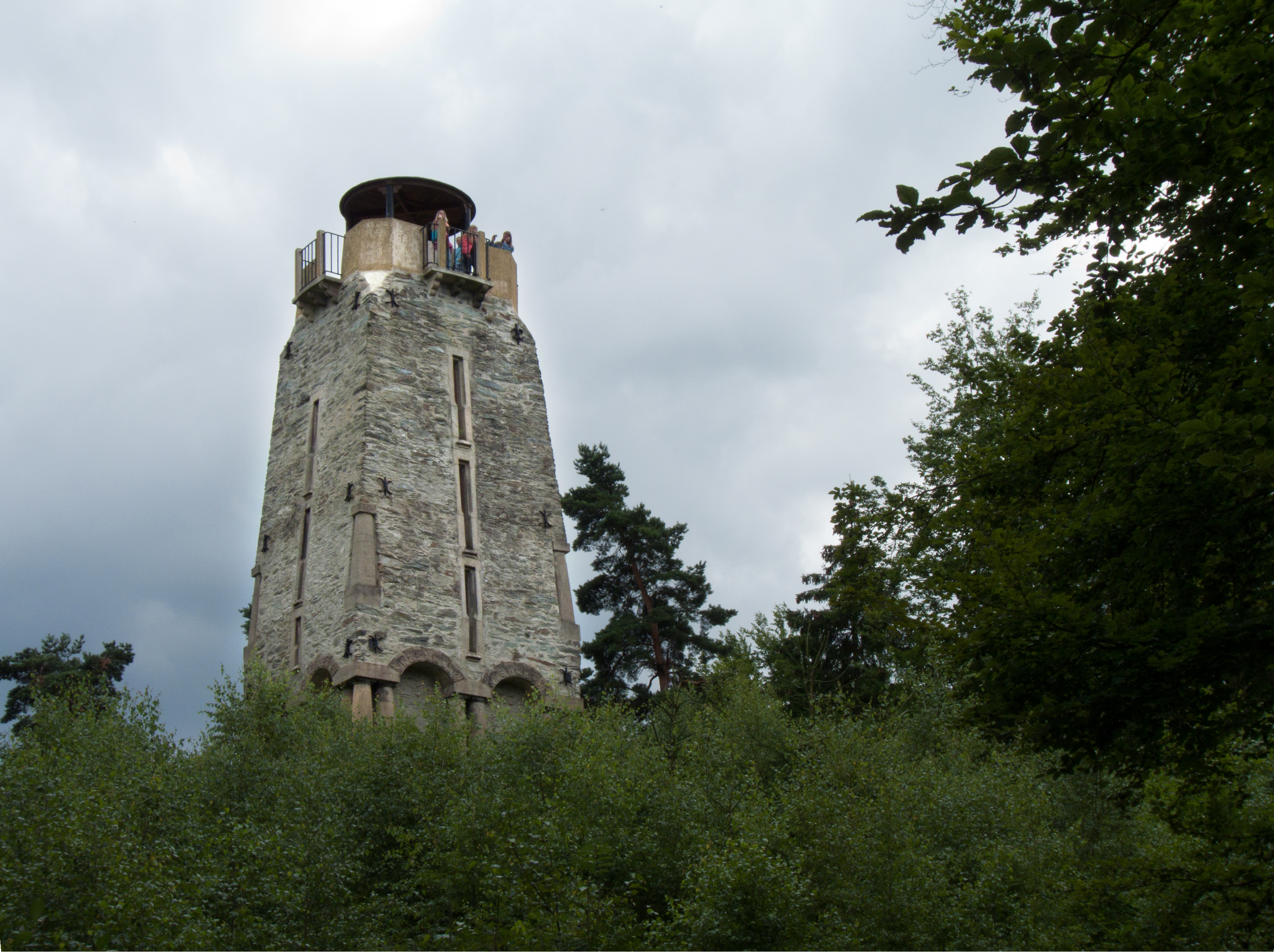
Bismarckova rozhledna na vrcholu